# Antianira
Antianira (in greco antico: Ἀντιάνειρα?, Antiáneira) è un personaggio della mitologia greca. 

È conosciuta anche come Laotoe.

## Genealogia
Figlia di Menezio fu amata da Ermes e da lui ebbe i figli Echione ed Erito.

## Mitologia
Fu ripudiata dal padre quando la gravidanza diventò visibile e quando fu l'ora partorì i due gemelli. 

Questi ultimi divennero due Argonauti e parteciparono alla caccia al Cinghiale calidonio.